# Hawaiian Ocean View
Hawaiian Ocean View é uma Região censo-designada localizada no estado americano de Havaí, no Condado de Havaí.

## Demografia
Segundo o censo americano de 2000, a sua população era de 2178 habitantes.

## Geografia
De acordo com o United States Census Bureau tem uma área de
275,8 km², dos quais 264,2 km² cobertos por terra e 11,6 km² cobertos por água.

## Localidades na vizinhança
O diagrama seguinte representa as localidades num raio de 52 km ao redor de Hawaiian Ocean View.